# Lorenzen Wright
Lorenzen Vern-Gagne Wright (Memphis, 4 novembre 1975 – Memphis, 19 luglio 2010) è stato un cestista statunitense, professionista nella NBA.

## Carriera
Benché cresciuto ad Oxford, nello Stato del Mississippi, la carriera cestistica ha legato profondamente Lorenzen Wright alla città di Memphis, dove ha giocato a livello liceale, collegiale e professionistico. Al suo secondo anno nelle competizioni universitarie, disputate con la maglia della University of Memphis, venne selezionato nel terzo quintetto All-American.
Selezionato col numero sette nel Draft NBA 1996 da parte dei Los Angeles Clippers, ha giocato tredici stagioni nella NBA, indossando le maglie di Clippers, Hawks, Grizzlies, Kings e Cavaliers.
In carriera ha avuto una media di 8,0 punti e 6,4 rimbalzi a partita.

## Statistiche

### College
| Anno      | Squadra        | PG | PT | MP   | TC%  | 3P% | TL%  | RP   | AP  | PRP | SP  | PP   |
| --------- | -------------- | -- | -- | ---- | ---- | --- | ---- | ---- | --- | --- | --- | ---- |
| 1994-1995 | Memphis Tigers | 34 | 34 | 34,4 | 56,1 | 0,0 | 62,6 | 10,1 | 1,5 | 0,8 | 2,1 | 14,8 |
| 1995-1996 | Memphis Tigers | 30 | 30 | 35,3 | 54,2 | 0,0 | 64,5 | 10,4 | 1,2 | 1,3 | 2,0 | 17,4 |
| Carriera  | Carriera       | 64 | 64 | 34,8 | 55,1 | 0,0 | 63,5 | 10,3 | 1,3 | 1,0 | 2,0 | 16,0 |

### NBA

#### Regular Season
| Anno      | Squadra             | PG  | PT  | MP   | TC%  | 3P%  | TL%  | RP  | AP  | PRP | SP  | PP   |
| --------- | ------------------- | --- | --- | ---- | ---- | ---- | ---- | --- | --- | --- | --- | ---- |
| 1996-1997 | L.A. Clippers       | 77  | 51  | 25,1 | 48,1 | 25,0 | 58,7 | 6,1 | 0,6 | 0,6 | 0,8 | 7,3  |
| 1997-1998 | L.A. Clippers       | 69  | 38  | 30,0 | 44,5 | 0,0  | 65,9 | 8,8 | 0,8 | 0,8 | 1,3 | 9,0  |
| 1998-1999 | L.A. Clippers       | 48  | 15  | 23,6 | 45,8 | 0,0  | 69,2 | 7,5 | 0,7 | 0,5 | 0,8 | 6,6  |
| 1999-2000 | Atlanta Hawks       | 75  | 0   | 16,1 | 49,9 | 33,3 | 64,4 | 4,1 | 0,3 | 0,4 | 0,5 | 6,0  |
| 2000-2001 | Atlanta Hawks       | 71  | 46  | 28,0 | 44,8 | 0,0  | 71,8 | 7,5 | 1,2 | 0,6 | 0,9 | 12,4 |
| 2001-2002 | Memphis Grizzlies   | 43  | 33  | 29,1 | 45,9 | 0,0  | 56,9 | 9,4 | 1,0 | 0,7 | 0,5 | 12,0 |
| 2002-2003 | Memphis Grizzlies   | 70  | 49  | 28,3 | 45,4 | 0,0  | 65,9 | 7,5 | 1,1 | 0,7 | 0,8 | 11,4 |
| 2003-2004 | Memphis Grizzlies   | 65  | 46  | 25,8 | 43,9 | 0,0  | 73,3 | 6,8 | 1,1 | 0,7 | 0,9 | 9,4  |
| 2004-2005 | Memphis Grizzlies   | 80  | 77  | 28,6 | 46,9 | 0,0  | 66,2 | 7,7 | 1,1 | 0,7 | 0,9 | 9,6  |
| 2005-2006 | Memphis Grizzlies   | 78  | 58  | 21,7 | 47,8 | 0,0  | 56,4 | 5,1 | 0,6 | 0,7 | 0,6 | 5,8  |
| 2006-2007 | Atlanta Hawks       | 67  | 31  | 15,4 | 44,8 | -    | 28,1 | 3,2 | 0,6 | 0,4 | 0,4 | 2,6  |
| 2007-2008 | Atlanta Hawks       | 13  | 1   | 11,4 | 29,4 | -    | 50,0 | 2,8 | 0,2 | 0,2 | 0,2 | 1,0  |
| 2007-2008 | Sacramento Kings    | 5   | 0   | 2,6  | 25,0 | -    | -    | 0,2 | 0,2 | 0,0 | 0,0 | 0,4  |
| 2008-2009 | Cleveland Cavaliers | 17  | 2   | 7,4  | 37,0 | -    | 37,5 | 1,5 | 0,2 | 0,2 | 0,3 | 1,4  |
| Carriera  | Carriera            | 778 | 447 | 23,8 | 45,9 | 6,9  | 64,5 | 6,4 | 0,8 | 0,6 | 0,7 | 8,0  |

#### Playoffs
| Anno     | Squadra           | PG | PT | MP   | TC%  | 3P% | TL%  | RP  | AP  | PRP | SP  | PP   |
| -------- | ----------------- | -- | -- | ---- | ---- | --- | ---- | --- | --- | --- | --- | ---- |
| 1997     | L.A. Clippers     | 3  | 3  | 30,7 | 40,6 | -   | 100  | 7,3 | 0,7 | 1,0 | 0,7 | 10,3 |
| 2004     | Memphis Grizzlies | 4  | 4  | 25,0 | 43,5 | -   | 33,3 | 4,3 | 0,5 | 1,0 | 0,5 | 5,5  |
| 2005     | Memphis Grizzlies | 4  | 4  | 21,3 | 57,1 | -   | 50,0 | 5,0 | 2,3 | 0,3 | 0,3 | 8,3  |
| 2006     | Memphis Grizzlies | 4  | 0  | 21,5 | 61,1 | -   | 70,0 | 5,0 | 0,8 | 0,0 | 1,0 | 7,3  |
| Carriera | Carriera          | 15 | 11 | 24,2 | 49,5 | -   | 65,2 | 5,3 | 1,1 | 0,5 | 0,6 | 7,7  |

## La scomparsa e la morte
Wright è stato visto vivo per l'ultima volta il 18 luglio 2010 ed è stato dichiarato scomparso il successivo 22 luglio. È stato trovato morto 6 giorni dopo. Il 911 ha ricevuto una chiamata dal cellulare di Wright all'1:00 di notte del 19 luglio; mentre la telefonata con l'agente di polizia era in corso si sono uditi alcuni colpi d'arma da fuoco. (L'agente di polizia del 911 che ha ricevuto la chiamata l'ha ignorata senza mandare pattuglie).La sua ex moglie, Sherra Wright, viene arrestata per omicidio di primo grado in data 16 dicembre 2017 dopo il ritrovamento dell'arma da fuoco.

## Palmarès
- McDonald's All-American Game (1994)